# Siegfried Heinrich Aronhold

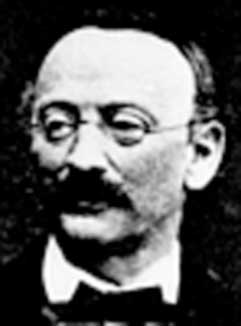
Siegfried Aronhold

Siegfried Heinrich Aronhold (* 16. Juli 1819 in Angerburg; † 13. März 1884 in Berlin) war ein deutscher Mathematiker und Physiker. Er gilt als der Schöpfer der Invariantentheorie in Deutschland.

## Leben
Aronhold war Sohn des Kaufmanns Moses Süssel Aronhold und besuchte die Volksschule in Angerburg und bis zum Tod seines Vaters das Gymnasium in Rastenburg. Nachdem die verwitwete Mutter mit den Kindern nach Königsberg gegangen war, besuchte er dort bis 1841 das Altstädtische Gymnasium. Anschließend studierte er an der Albertus-Universität Königsberg Mathematik, Astronomie und Physik bei Friedrich Wilhelm Bessel, Friedrich Julius Richelot, Otto Hesse, Franz Ernst Neumann und Carl Gustav Jacob Jacobi. In dieser Zeit wurde Aronhold als Angehöriger des Mathematischen Seminars an der Universität zweifach für die beste Arbeit ausgezeichnet, beendete aber 1845 sein Studium in Königsberg ohne Abschluss und folgte Jacobi nach Berlin, wo er sich selbständig mit mathematischen Problemen befasste. Hier machte ihn Jacobi auch mit Peter Gustav Lejeune Dirichlet, Jakob Steiner, Heinrich Gustav Magnus und Heinrich Wilhelm Dove bekannt, deren Vorlesungen er auch hörte. In dieser Zeit befasste er sich bereits mit höherer Mathematik. Eine feste Anstellung erlangte er jedoch nicht, sondern konnte seinen Lebensunterhalt lediglich durch privaten Unterricht einigermaßen bestreiten.
Seine Abhandlung Ueber die homogenen Functionen dritter Ordnung von drei Veränderlichen im 39. Bande von August Crelles Journal für die reine und angewandte Mathematik aus dem Jahr 1849 beeindruckte die Philosophische Fakultät der Albertina in Königsberg, sodass seine Folgearbeit „Über ein neues algebraisches Prinzip“ als Dissertation von dieser anerkannt wurde und ihm der Doktortitel zuerkannt wurde. Aronhold verfasste weitere Abhandlungen in Crelles Journal sowie in den Monatsberichten der Berliner Akademie. 1850 wurde er Mitglied der Physikalischen Gesellschaft zu Berlin und veröffentlichte verschiedene Fachartikel in deren Jahresberichten. Von 1851 an dozierte er außerordentlich an der Berliner Bauakademie, habilitierte dort 1852 und bekam 1859 das Lehrfach Integralrechnung übertragen. Nebenbei unterrichtete er auch von 1852 bis 1854 an der Vereinigten Artillerie- und Ingenieurschule. 1860 erhielt er am Berliner Gewerbeinstitut einen Lehrauftrag und ehelichte Marie Julie Friederike Hayn, Tochter eines Sanitätsrates. Aus seiner Ehe gingen zwei Töchter und ein Sohn hervor.
1862 übernahm er am Gewerbeinstitut alle Unterrichte für Mathematik und erhielt dafür 1863 den Professorentitel, zu Beginn des Folgejahres den Lehrstuhl für reine Mathematik. Da das Gewerbeinstitut kein Promotionsrecht hatte, konnte auch Aronhold selbst seine Schüler nicht promovieren. In seiner bedeutenden Arbeit Über eine fundamentale Begründung der Invariantentheorie (1863) fasste er seine Ideen auf diesem mathematischen Gebiet zusammen. 1869 wurde er korrespondierendes Mitglied der Königlichen Gesellschaft der Wissenschaften zu Göttingen und mit dem Roten Adlerorden 4. Klasse ausgezeichnet. Nach der Zusammenlegung der Bauakademie und des Gewerbeinstituts zur Technischen Hochschule Berlin 1879 war Aronhold kurzzeitig bis Anfang Juli 1880 dort Prorektor. Verschiedenen Rufen etablierter Hochschulen außerhalb Berlins folgte er nicht. Anlässlich seiner Emeritierung im Jahr 1883 wurde ihm abermals der Rote Adlerorden, diesmal 3. Klasse mit Schleife, verliehen.

## Ehrungen
- spätestens 1885: Ehrenwürde zum Doktor durch die Albertus-Universität Königsberg[3]